# Garliava
Garliava anhörenⓘ (deutsch: Goddlau, polnisch Godlewo) ist eine kleine Stadt, gelegen wenige Kilometer südlich von Kaunas an der Via Baltica (Europastraße 67). Der Ort wurde 1809 gegründet und erhielt 1958 Stadtrecht. Er ist Sitz eines Umlandamtes (apylinkių seniūnija) in der Rajongemeinde Kaunas. Garliava gehört mit sich ausbreitenden Eigenheimsiedlungen zum Speckgürtel von Kaunas.

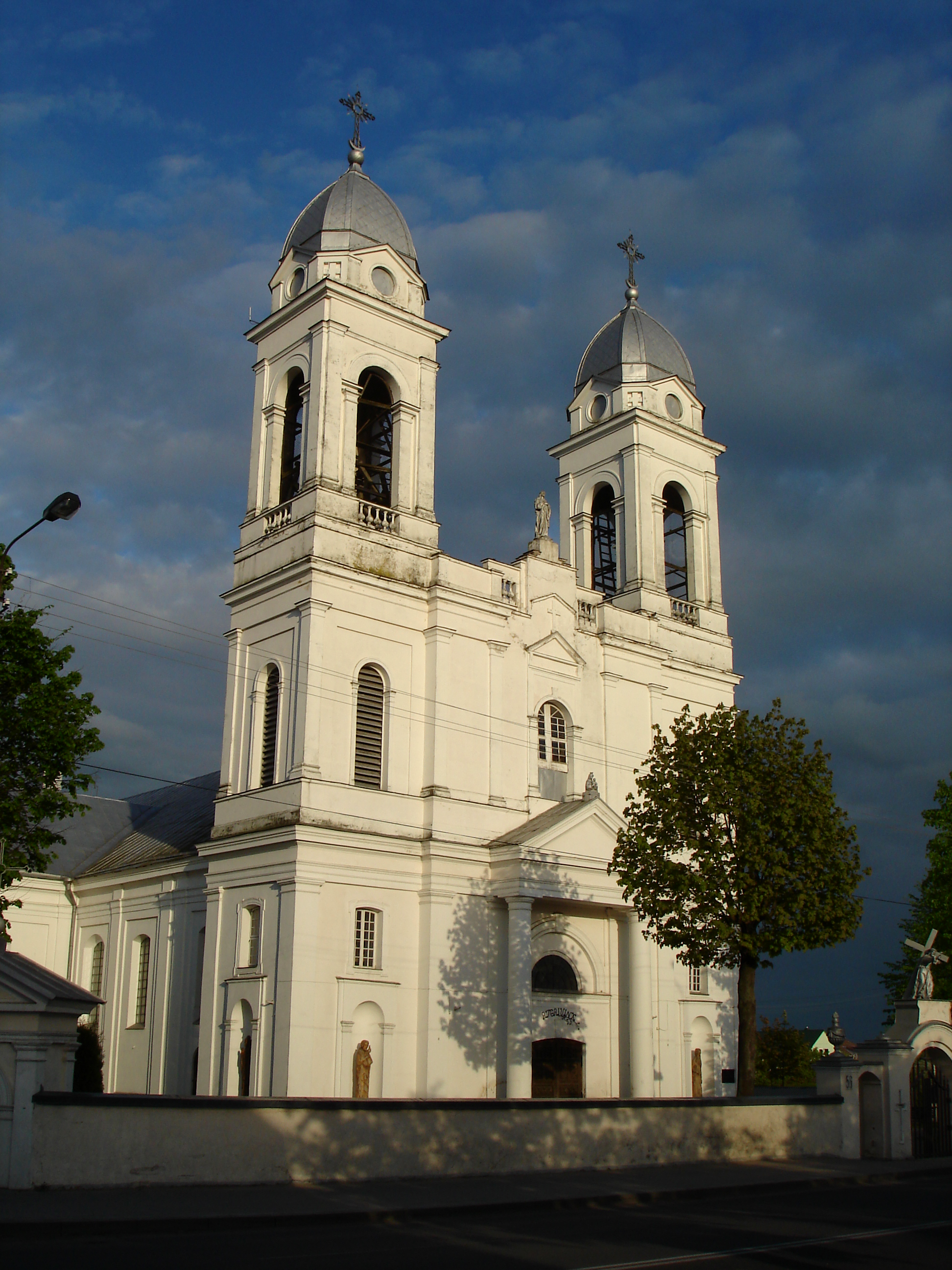
Katholische Dreifaltigkeitskirche Garliava
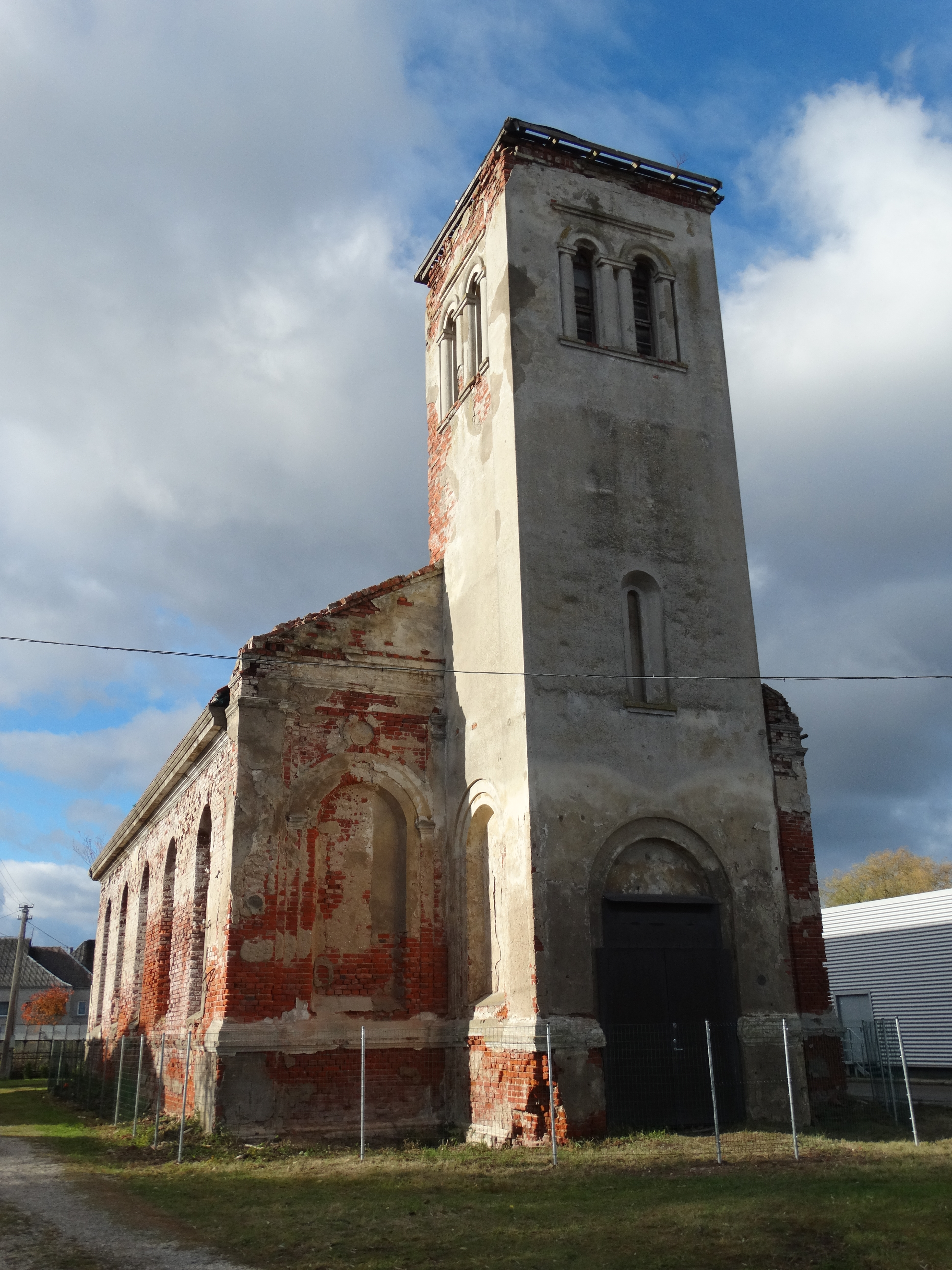
Ruine der Evangelisch-Lutherischen Kirche Garliava, erbaut 1860–1870
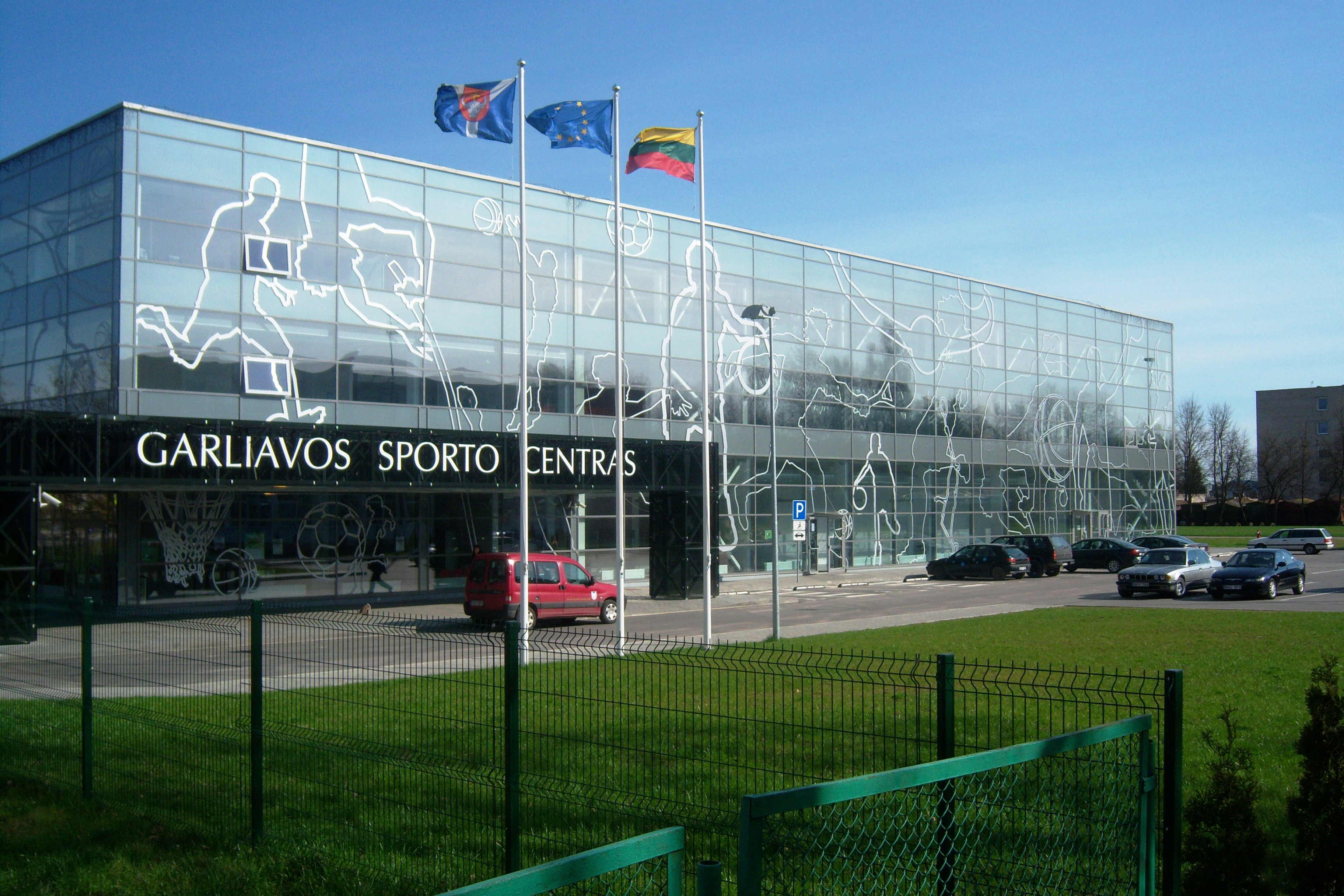
Sport- und Wellnesskomplex Garliava, errichtet von 2009 bis 2011

## Personen
- Vytautas Petras Knašys (* 1937), Agronom und Politiker
- Jonas Boruta (1944–2022), römisch-katholischer Bischof
- Gintautas Gegužinskas (* 1961), Politiker
- Saulius Bužauskas (* 1972), römisch-katholischer Geistlicher und Weihbischof in Kaunas
- Drąsius Kedys (1972–2010), mutmaßlicher Doppelmörder

## Sport
- FK Garliava
- Adomo Mitkaus mokyklos stadionas